# Apostol Gâlmeanu
Apostol Gâlmeanu (n. 1897, Dâmbovița, România – d. noiembrie 1972, București, România) a fost un fotograf profesionist bucureștean care a activat în capitala României, București, preponderent în prima jumătate a secolului al XX-lea. Pe lângă activitatea fotografică pe care a desfășurat-o în studioul propriu, Apostol Gâlmeanu, începând cu 1935, a fost membru în comitetul de conducere al Uniunii Fotografilor din România, sub președinția lui Etienne Lonyai. Începând cu ianuarie 1945, fotograful a devenit vice-președinte al acestei asociații, sub președinția lui M. Samson. 

## Biografie
Apostol Gâlmeanu s-a născut în anul 1897, probabil în comuna Buciumeni din județul Dâmbovița.
Apostol Gâlmeanu și-a desfășurat activitatea fotografică preponderent în propriul studio, folosind marca "Foto Șic", funcționând în decursul timpului la mai multe adrese din capitală. Conform semnăturilor imprimate pe spatele unor fotografii realizate de către artist, un prim studio al acestuia a funcționat, în anii '20, pe strada Viitor nr. 192, probabil într-un spațiu închiriat. Ulterior sediul a fost mutat, în anii '30, pe strada Sf. Niculae Tei nr. 10, proprietatea fotografului. În jurul anului 1935, Gâlmeanu și-a desfăsurat activitatea și într-o clădire pe strada Avrig nr. 96.
În anul 1929, Gâlmeanu a achizitionat un teren pe strada Niculae Tei din capitală, cu intenția de a construi o clădire care sa includă și un studio foto. Terenul a fost achizitionat de la ing. H. Steinbach cu suma de 145.000 lei.. Pe langă studioul foto și locuința personală, clădirea construită de catre fotograf putea acomoda și un numar de 11 chiriași, așa cum reiese dintr-un articol pe teme juridice publicat în martie 1944.
Fotograful a înregistrat juridic o firmă individuală, în aprilie 1931, cu denumirea "Foto Șic" și cu sediul social în strada Niculae Tei nr. 10 din București. Compania a fost înregistrată prin dosarul nr. 1745 din 1931, depus la autoritățile statului. O altă mențiune legată de o companie a fotografului apare în 1933, cand Gâlmeanu a înregistrat la autoritățile statului un atelier de fotograf prin dosarul nr. 2371, la aceeași adresă postală.

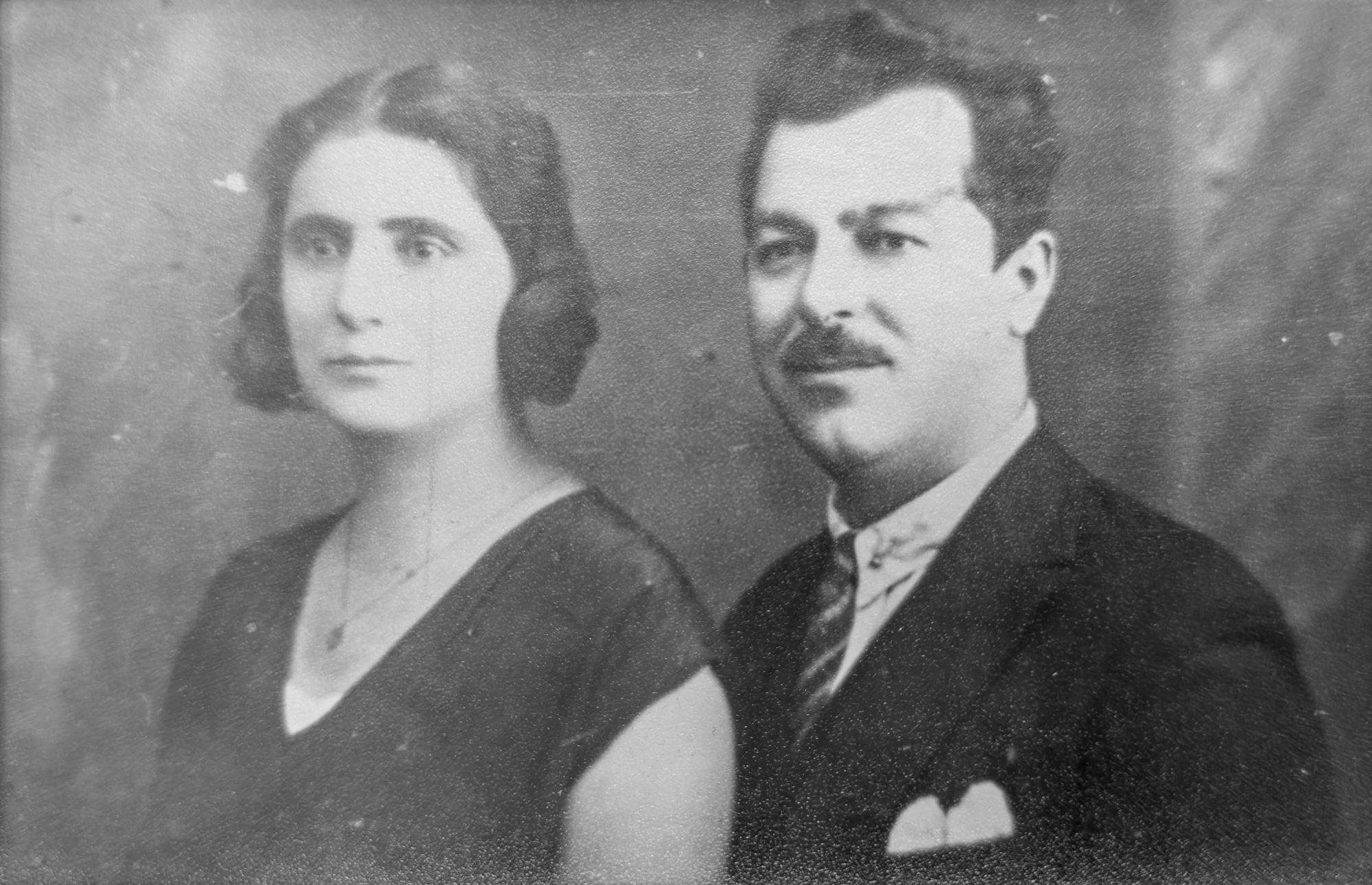
Mimi și Apostol Gâlmeanu, București 16 septembrie 1933

Gâlmeanu, începând cu anul 1935, a fost membru în comitetul de conducere al Uniunii Fotografilor din România, sub președinția lui Etienne Lonyai. Începând cu ianuarie 1945, fotograful a devenit vice-președinte al acestei asociații, sub președinția lui M. Samson.
În februarie 1938, Apostol Gâlmeanu a făcut parte din delegația Uniunii Fotografilor din România, alături de Mihail Vesa și Niculae Tatu, care a prezentat Camerei de munca din București un memoriu, în care arată că obresia fotografilor este concurată în mod neloial de numeroși fotografi clandestini. În urma acestei intâlniri, Virgil Molin, președintele Camerei de muncă, a decis delegarea consilierului C. Lăzărescu, care, împreună cu reprezentanții Uniunii să procedeze la controlul tuturor atelierelor fotografice din Capitală, pentru a se constata în baza căror autorizațiuni funcționează și dacă toți maeștrii și lucrători fotografi au cărți de capacitate.
În cadrul ședinței comitetului de conducere al Uniunii Fotografilor din România care a avut loc în data de 30 august 1938, Apostol Gâlmeanu și-a manifestat interesul de a dona Uniunii un teren deținut de acesta în comuna Pietroșița, lângă sanatoriul Moroeni, în scopul realizării unui spațiu de odihnă și recreație de care Uniunea să beneficieze. Această intenție a fost menționată de M. Samson, secretarul general al Uniunii, într-un articol apărut în Revista Fotografică Română. Nu este clar dacă intenția s-a materializat.
La inițiativa Uniunii fotografilor din România, în data de 7 decembrie 1938 s-a ținut adunarea de constituire a Breslei meseriașilor fotografi, foto-reporteri și operatori cinematografiști, din ținutul Bucegi. Cu ocazia acestei constituiri, Apostol Gâlmeanu a fost ales în funcția de consilier al noii asociații, sub președinția lui Traian Petrescu. Gâlmeanu a fost reconfirmat în funcția de consilier și cu ocazia adunării generale din martie 1940 a acestei bresle.
Apostol Gâlmeanu a ocupat și funcția de cenzor în cadrul Uniunii Breslelor de meseriași fotografi patroni din România. Asociație care s-a constituit în data de 26 și 27 ianuarie 1940, în București, într-o ședintă care a avut loc la sediul organizației „Casa Breslelor“ din str. Carol nr. 54. Președintele acestei noi uniuni a fost ales Traian Petrescu, asistat de vice-președinții V. Nicolau Constanța și I. Ceanovici.
În data de 5 octombrie 1942, Camera de Muncă din capitală a convocat patronii și lucrătorii fotografi din România pentru a constitui o cooperativă de consum, aprovizionare și desfacere de echipamente și consumabile fotografice. Cooperativa iși propunea să inlesnească o legatură directă între producătorii de echipamente fotografice și artiștii fotografi, "înlăturând intermediarii și provocând readucerea prețurilor la nivelul lor cinstit și normal". Avocatul Vasile R. Nicolescu, delegatul ministerului muncii, a condus aceasta întâlnire care s-a finalizat prin alegerea unui consiliu de administrație al noii cooperative. În acest context Apostol Gâlmeanu a fost numit președinte al acestui consiliu de administrație.
Clădirea constrută de Apostol Gâlmeanu pe strada Sf. Niculae Tei nr. 10 s-a numărat printre proprietățile naționalizate de către Statul Român în 1950. Proprietatea apare pe lista clădirilor naționalizate, la poziția 2995, în textul decretului nr. 92 din 19 aprilie 1950, emis de catre Consiliul de Stat și publicat în Monitorul Oficial din 20 aprilie 1950. Lista specifică faptul că proprietatea lui Gâlmeanu număra 13 apartamente. Fotograful și-a desfășurat activitatea artistică la această adresă și după naționalizare. 
Apostol Gâlmeanu a fost căsatorit cu Mimi Gâlmeanu (d. octombrie 1986). Fotograful a decedat în anul 1972, fiind înmormântat la data de 18 noiembrie 1972 în cimitirul Reînvierea. Apostol Gâlmeanu se înrudește atât cu regizorul de film documentar Pompiliu Gîlmeanu (b.1931 - d.1999), cat si cu fotograful Alex Gâlmeanu (b.1978).